# Julióbriga
Julióbriga (en latin Iuliobriga, littéralement la ville fortifiée de Jules en mémoire du père adoptif d'Auguste: Jules César, en grec ancien: Ἰουλιὃβριγα) était la cité romaine la plus importante des neuf cités fondées en Cantabrie romaine, de plus de vingt hectares et comme indiqué par de nombreux auteurs latins, dont Pline l'Ancien.  Elle est située sur une colline de 917 mètres où se situent les ruines de Retortillo (une municipalité actuelle de Campoo de Enmedio). La cité se situe dans la vallée de Campoo, à l'intérieur de la Cantabrie, et dans le domaine de transition entre la côte et le plateau; la cité avait accès à la mer depuis le port dénommé Port de la victoire (en latin Portus Victoriae Iuliobrigensium) qui a été fondé en 19 av. J.-C., à la fin des Guerres cantabres. Quelques auteurs affirment qu'elle se trouvait dans l'actuelle baie de Santander, alors que les autres croient qu'elle se trouvait dans Santoña.

## Histoire

Les peuples celtes de Cantabrie à l’époque des guerres. La carte montre les différents peuples et leurs localisations, à comparer avec la Cantabrie actuelle.

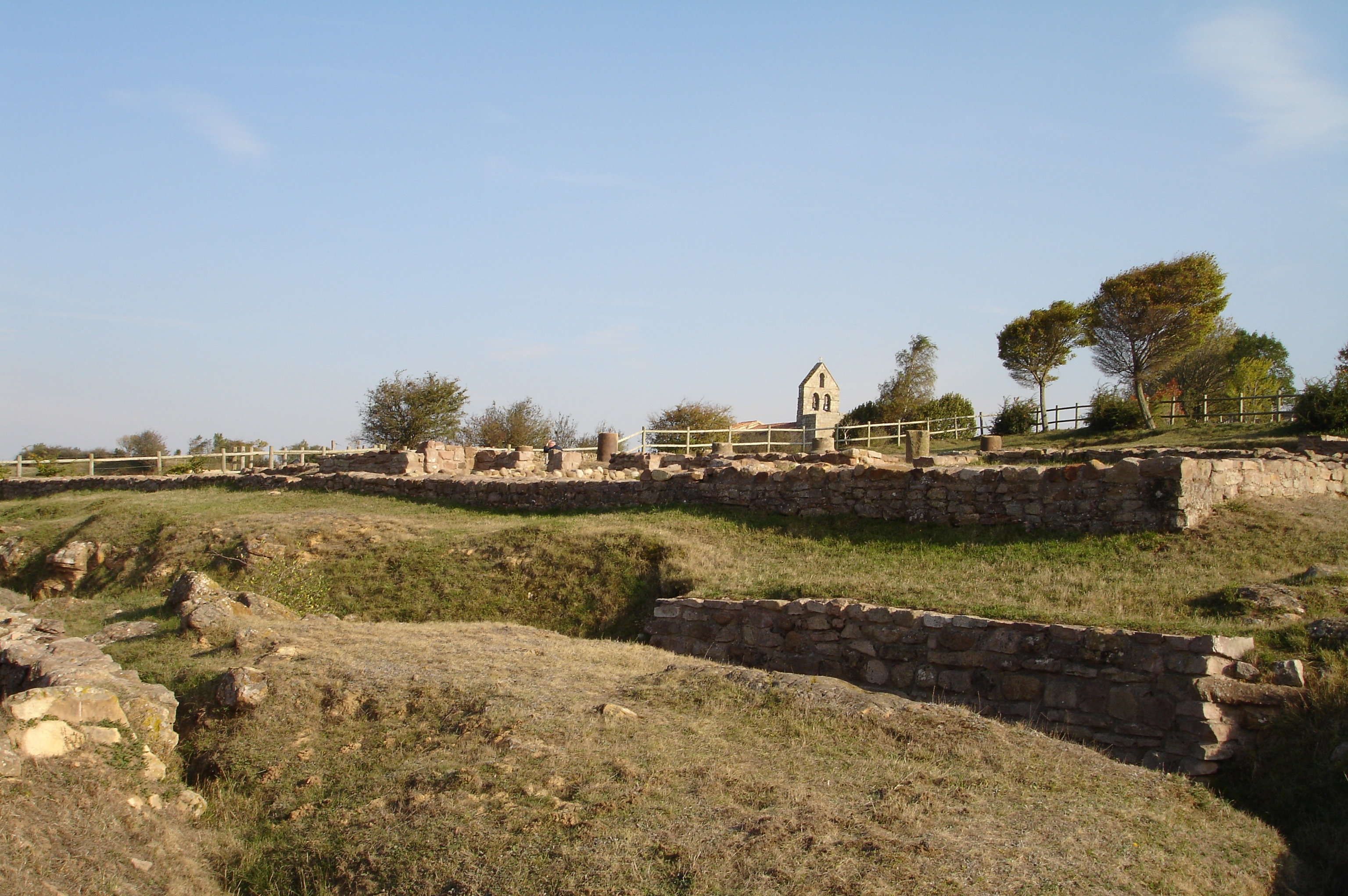
Vue partielle de la « maison des mosaïques » à Julióbriga.

La cité a été fondée entre les années 15-13 av. J.-C. par la Legio IV Macedonica romaine, à la fin des Guerres cantabres, très possiblement sur un castrum cantabre préexistant. Julióbriga est construite dans une zone à forte densité de population cantabre, ce fut un des plus grands points de tension durant la guerre entreprise par l'empereur Auguste, avec le but de romaniser la région et sans mériter de statut de privilège. C'était une cité à caractère civil qui a eu à administrer une zone que nous ne connaissons pas, mais qui comprenait probablement au moins la vallée de la rivière Besaya et les territoires adjacents, en plus d'une frange côtière indéfinie. Pour maintenir la paix dans la zone, pendant les premières années la Legio IV Macedonica monte un campement semi-permanent à proximité de Pisoraca, qui est aujourd'hui le village de Herrera de Pisuerga. La présence militaire romaine ne disparaîtrait qu'à partir de l'année 30.
Durant le Ier siècle se termine l'articulation du tracé de la cité, à son apogée. Quelques années après, la cité s'agrandit sous le règne de l'empereur Vespasien. Julióbriga s'est développé, et durant le dernier tiers du Ier siècle et tout le IIe siècle nous voyons de ses citoyens occuper des charges civiles d'importance dans l'administration de Tarraco (aujourd'hui Tarragone). Alors que, la romanisation de la zone de Campoo est manifeste, se mêle des traits de la culture traditionnelle cantabre avec la culture romaine.
De Julióbriga, une voie romaine partait. Elle reliait Julióbriga avec Pisoraca (Herrera de Pisuerga), Portus Blendium (Suances) et Portus Victoriae Iuliobrigensium (Santander), depuis sa création fut l'une des artères principales d'une union entre le nord et le Plateau, encore aujourd'hui reproduites par les routes et récemment par l'Autoroute espagnole A-67.
Les fouilles réalisées ont permis de prouver l'existence de culture de céréales, la présence de troupeaux de bovins et que la contrée était partiellement couverte de bois durant l'Antiquité. 
L'existence de cette cité est connue depuis longtemps grâce aux fouilles, commencées au milieu du XXe siècle, même si celles-ci ont finalement peu aboutit à cause d'une superficie réduite du suite. Ceci a abouti à la mise en lumière de très peu de ruines (seulement trois zones proches); le fait également qu'une part de la population de Retortillo se situe juste au-dessus, complique les travaux archéologiques. Les objets et les restes retrouvés vont de l'âge du fer au Moyen Âge.
La cité fut abandonnée durant le IIIe siècle, bien qu'un repeuplement partiel soit estimé de la part des groupes minoritaires durant le IVe siècle. Des traces d'incendies peu importantes apparaissent également. Dès le Ve siècle et durant le Moyen Âge, jusqu'au XIIIe siècle, le centre de la ville est utilisé comme cimetière, une église romane étant construite sur le forum, autour de laquelle s'est formée un minuscule village. Une autre église, celle de Santa-María de Retortillo, est édifiée antérieurement au XIIe siècle.
En 1057, les terres où Julióbriga est construite, sont remises à la Colegiata de Santillana del Mar.

## Archéologie

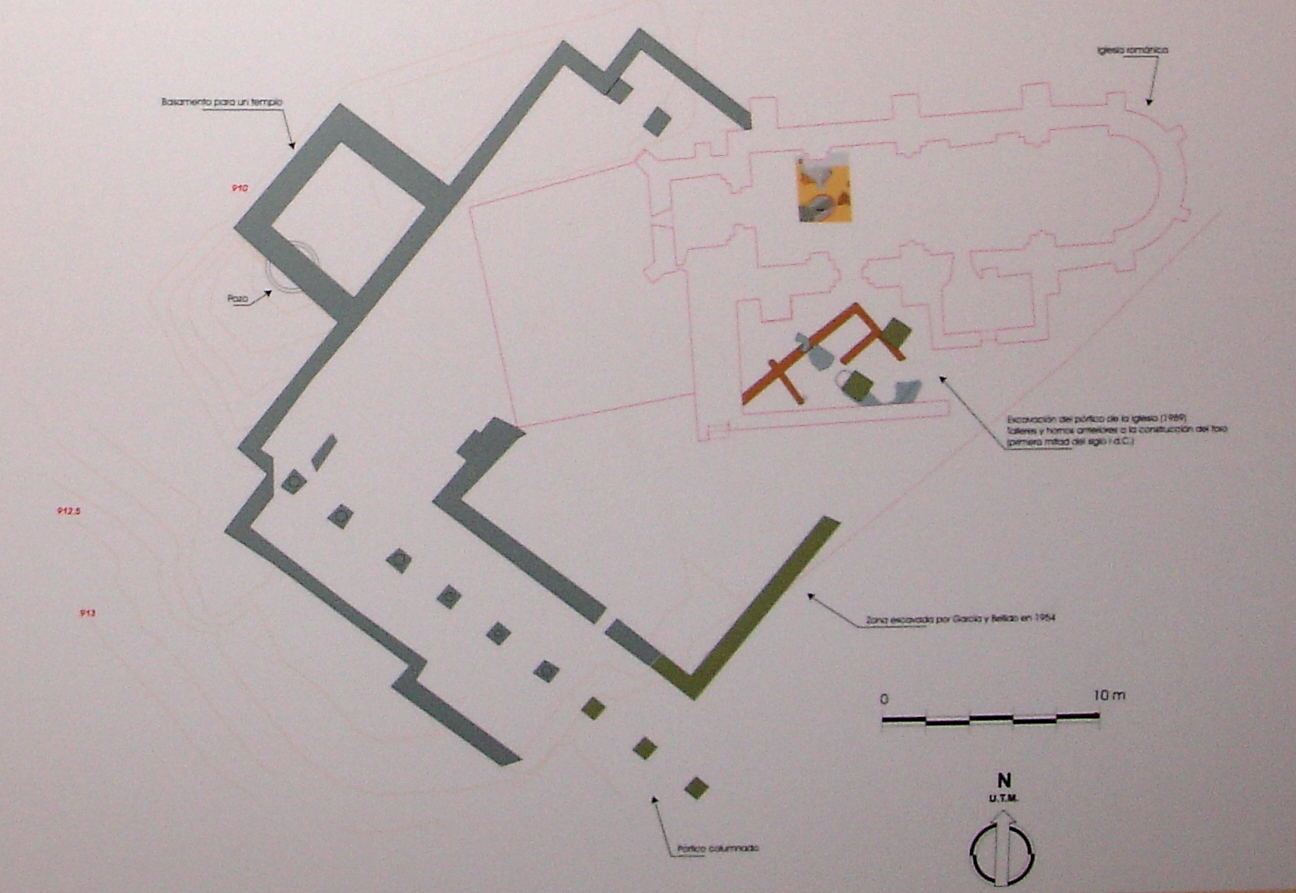
Plan où est représenté l'étage du forum romain de Julióbriga.

L'architecture romaine à Julióbriga arrive à sa définition maximale à la fin du Ier siècle. Elle est caractérisée par de grands socles pierreux de maçonnerie avec de l'argile et combiné avec de la pierre de taille (les seules vestiges qui aujourd'hui peuvent être encore contemplés). À cela, il faut ajouter des murs de brique crue, et des toits composés de tuile et de bois. Dans les maisons les plus riches, des restes de stuc ont été trouvés. il faut également noter la présence d'une rue à colonnades après le forum, flanquée par des pilastres carrés.
Les habitants vivaient dans des maisons avec une cour péristyle d'architecture typiquement romaine, et des blocs libres de vies plus modestes, c'est-à-dire sans une cour intérieure et avec un terrain extérieur où des constructions moindres étaient présentes comme les greniers (les fondations de l'un d'eux ont été conservées), les étables et les corrales. La structure des bâtiments a évolué jusqu'à devenir du type de la Casa Montañesa cantabre.
Parmi les vestiges, on peut observer :
- le forum romain de la cité, de petites dimensions, édifié au sommet de la colline, près et sous l'église romane de Retortillo ;
- Casa de los Morillos, datant de 80 apr. J.-C. ;
- Casa de los mosaicos, avec des pavés blancs et noirs, des thermes et un hypocaustum ;
- Tabernae ; un édifice de type insula avec au rez-de-chaussée un espace prévu pour pouvoir héberger des magasins et des commerces.

Le musée Domus Romana a ouvert ses portes en 2003 sur le site de Julióbriga. Jusqu'à son ouverture, les vestiges archéologiques étaient déplacés au Musée Archéologique de Santander.

## Sources écrites
Les mentions historiques sont peu abondantes sur Julióbriga, mais toutes ressortent son importance dans la Péninsule. La ville apparaît alors toujours sous la forme de Iulobriga. Sa mention la plus notable date de l'année 60, quand Pline l'Ancien dans Naturalis Historia la situe aux alentours de la source de la rivière Èbre.
L'autre géographe antique qui cite le nom de la cité est Ptolémée au IIe siècle. De plus, on peut rencontrer le nom de la ville dans des textes administratifs anonymes du Ve siècle et des épigraphes.